# Seksualpolitisk Forum
Seksualpolitisk Forum, stiftet 7. maj 2007, er "et ikke-kommercielt, partipolitisk uafhængigt netværk med det formål at påvirke den seksualpolitiske debat i Danmark og udlandet i en nøgtern og frisindet retning".
Nøglepunkterne for Seksualpolitisk Forum er at arbejde for bedre forhold i forbindelse med seksualoplysning, erotik, ligeværd, sexarbejde og debat.
Seksualpolitisk Forum ønsker ifølge sin hjemmeside at "arbejde for tolerance, mangfoldighed og fri seksuel udfoldelse samt modvirke puritanisme, forbudstænkning og spredning af urigtige oplysninger på det seksuelle og kønsmæssige område", samt at "deltage sagligt og fordomsfrit i debatten og imødegå de mange fejlagtige oplysninger og forvrængende myter, som for tiden florerer omkring seksualpolitiske emner."

## Eksterne links
- Officiel hjemmeside
- Tidsskriftet Seksualpolitik 1972 - 1984 arkiveret